# Su (јуникс)
Јуниксова su (substitute user) команда се користи да се преузме неки други кориснички налог у шелу без одјављивања. Најчешће се користи за промену у суперкорисника због административних послова без одјављивања и поновног пријављивања. Радна (десктоп) окружења као што су KDE и GNOME имају програме који избацују поруку у којој се потражује лозинка пре него што се кориснику дозволи да покреће команде које би обично захтевале такав приступ.
su се обично покреће из терминала командне линије. Када је покренут, su тражи лозинку циљаног корисника и, ако је прихваћена, даје кориснички приступ том налогу.
```
pera@komp:~$ su
Password: 
root@komp# exit
exit
pera@komp:~$
```

Слична команда названа sudo извршава команду као неки други корисник, и за разлику од команде su, sudo врши аутентикацију за кориснике са њиховим лозинкама, а не са лозинком циљаног корисника.
Системски администратори морају водити бригу при изабриру одговарајуће лозинке за администраторски (root) налог, како би спречили потенцијално преузимање налога од стране корисника нижег нивоа који користе su. Неки јуниксолики системи имају wheel (точак) групу корисника, и само тим корисницима је дозвољено да преко su приступе администраторском налогу. GNU-ов su, међутим, не подржава ову wheel групу; ово је урађено због филозофских разлога  Архивирано на веб-сајту  (11. јул 2006).
Виндоус XP има сличну команду названу .

## Сопољашње везе
- страна упутстава